# الطوطم والتابو
الطوطم والتابو (بالألمانية: Totem und Tabu) هو كتاب لعالم النفس سيغموند فرويد نشر لأول مرة سنة 1913، والذي طبق فيه أسلوب التحليل النفسي في مجالات تاريخ وعلم الإنسان والأديان.
الكتاب عبارة عن أربع أطروحات أوحيت أفكارها من أعمال فيلهلم فونت وكارل يونغ؛ وهي:
- رعب سفاح القربى
- التابو والتناقض الوجداني العاطفي
- الروحيات والسحر والقدرة الكلية للأفكار
- عودة الطوطم في الطفولة

ترجم الكتاب للغة الإنجليزية أول مرة من قبل أبراهام بريل ثم من جيمس ستريتشي James Strachey.

## الخلفية
كان لفرويد اهتمام واسع بعلم الإنسان الاجتماعي، وكرَّس نفسه لدراسة علم الآثار وعصر ما قبل التاريخ، وكتب أن أعمال فيلهلم فندت وكارل يونغ ألهمته بـ«المحفز الأول» لكتابة المقالات التي شملت الطوطم والتابو. تُرجم العمل إلى الإنجليزية مرتين، الأولى ترجمها أبراهام بريل، والثانية جيمس ستراتشي. تأثر فرويد بأعمال جيمس فريزر، ومنها الغصن الذهبي (1890).

## موجز

### الفصل الأول
يُعتبر «رعب السفاح» تخوفًا من الاقتراب من تابو الجنس مع المحارم، تتبناه المجتمعات المؤمنة بالطوطمية. 
يفحص فرويد نظام الطوطمية بين السكان الأستراليين الأصليين. كان لكل قبيلة طوطم (عادة ما يكون حيوانًا، أو نباتًا أو قوة طبيعية)، ولا يُسمح لأحد أن يتزوج شخصًا من نفس الطوطم الذي ينتمي إليه. يفحص فرويد هذه الممارسة، ويربط غرضها بمنع السفاح. يُورَّث الطوطم، سواءً عبر الأم أو الأب. العلاقة مع الأب ليست علاقة عادية، ولكن كل رجل في القبيلة، من المحتمل، أن يكون أباه. يربط فرويد تلك الفكرة بالأطفال الصغار الذين ينادون أصدقاء الأبوين بألفاظ عمي وعمتي أو خالي وخالتي. ثمة طبقات زواج أخرى، يصل عددها أحيانًا إلى 8 طبقات، تكوِّن طوطمًا جماعيًا معًا، وبالتالي تُحد من اختيارات الزواج المتاحة للرجل. يتحدث أيضًا عن ممارسات الامتناع المنتشرة بين ثقافات جزر المحيط الهادئ وأفريقيا. لا تسمح بعض الثقافات للأخ والأخت بأي نوع من التفاعل بعد البلوغ. لا يُسمح للرجال بالجلوس مع زوجات أبيهم أو مناداتها باسمها. يشرح فرويد ذلك بقوله أن الآباء يعيشون عبر أولادهم عند سن معين للحفاظ على الزواج، وأن زوجات الأب قد يرتبطن بابن زوجهن بشدة. توجد قيود شبيهة بين الأب والبنت، ولكنها توجد منذ البلوغ حتى الارتباط. 

### الفصل الثاني
في «التابو والتناقض»، ينظر فرويد في العلاقة بين التابو والطوطمية. يستخدم فرويد مفاهيمه عن الإسقاط والتناقض، التي طورها أثناء عمله مع مرضى العصاب في فيينا، لمناقشة العلاقة بين التابو والطوطمية. 
يرى فرويد أن الإنسان البدائي يشبه العصابي في شعوره بالإبهام والتناقض حول حياة الناس، ولكنه لن يعترف بوعي لهم. لن يعترفوا، على الرغم من حبهم لأمهم، بأنهم يكرهون أمورًا معينة بها. وبالتالي فإنهم يكبتون جزء التناقض (جزء البغض) ويسقطونه على الآخرين. في حالة الإنسان البدائي، تُسقط الأجزاء المكروهة على الطوطم، كما في: «لم أرغب أن تموت أمي، لكن الطوطم أراد ذلك». 
يوسع فرويد فكرته عن التناقض لتشمل علاقة الحاكم بالمحكوم. في الاحتفالات الملكية، التي تكون عنيفة غالبًا (مثل تجويع الملك لنفسه في الغابة لعدة أسابيع)، ينظر لمستويين وظيفيين وهما «الظاهري» (تبجيل الملك) و«الفعلي» (تعذييب الملك). يستخدم فرويد الأمثلة لتوضيح تابوهات الحكام. ويقول أن ملوك إيرلندا تعرضوا لقيود مثل العجز عن دخول مدن معينة في أوقات معينة من اليوم أو الأسبوع.

### الفصل الثالث
يفحص فرويد في «الأرواحية والسحر وجبروت الفكرة» المرحلة الروحية والنرجسية المرتبطة بالفهم البدائي للكون والتطورات الليبيدوية الأولية. يُشتق الاعتقاد في السحر من المبالغة في تبجيل الأفعال النفسية، إذ تُسقط الحالات التركيبية للعقل على العالم: يظهر هذا التبجيل المفرط في الإنسان البدائي والعصابي كلاهما. يحكم نمط التفكير الروحاني «جبروت الفكرة»، وهو إسقاط للحياة العقلية الداخلية على العالم الخارجي. يُلاحظ هذا التشييد الخيالي للواقع في التفكير الوسواسي والاضطرابات الوهامية والرهاب. يعلق فرويد على جبروت الفكرة وبقائها في مملكة الفن السحرية. ويستنتج في الجزء الأخير من المقالة أن العلاقة بين السحر والخرافة والتابو أنها ممارسات روحانية تغطي على غرائز مكبوتة. 

## اقرأ أيضاً
- سيغموند فرويد
- طوطم
- تابو